# Kaleybar
Kaleybar (en persan : كليبر), également orthographiée Kalībar, Kalipar, Keleibar ou Keleivar, est la capitale de la préfecture de Kaleybar, dans la province d'Azerbaïdjan de l'Est, au nord de l'Iran. Elle se situe à plus de 1 240 mètres d'altitude dans la région montagneuse et verte d'Arasbaran.
Selon le recensement de 2006, cette petite ville est peuplée de 9 030 habitants, ce qui en fait la 25e ville la plus peuplée de sa province.